# Villa J. Paul Liebe
Die Villa des Dresdner Stadtrats J. Paul Liebe liegt in der Winzerstraße 27 im Stadtteil Niederlößnitz der sächsischen Stadt Radebeul. Sie wurde 1874–1876 nach einem Entwurf des Baumeisters August Große errichtet.

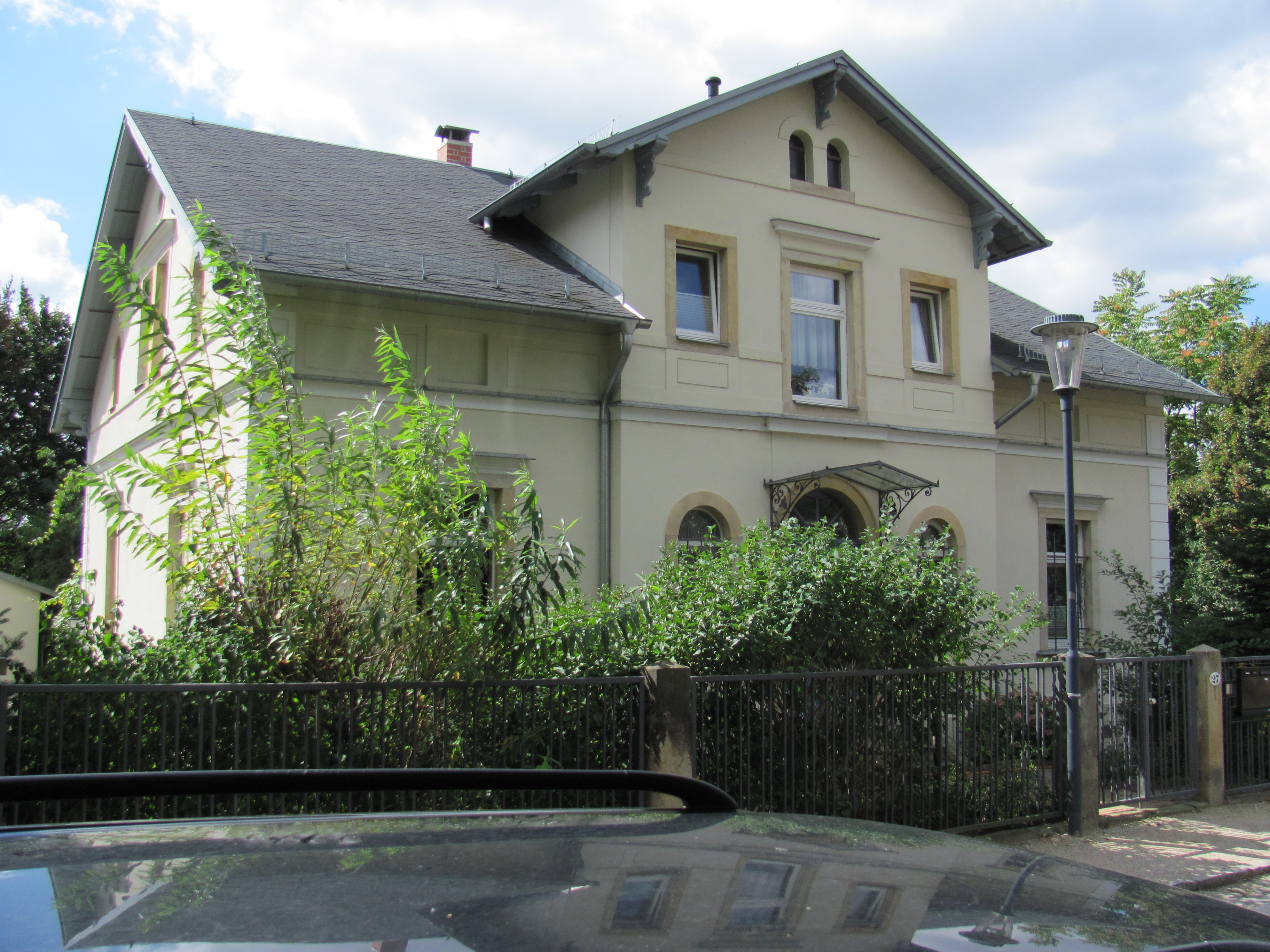
Villa J. Paul Liebe, 2012

## Beschreibung
Die unter Denkmalschutz stehende, landhausartige Villa im Schweizerstil ist ein kleines, anderthalbgeschossiges Gebäude. Es steht mit seinem Satteldach traufständig zur Winzerstraße und zeigt in dieser Ansicht einen zweigeschossigen Mittelrisaliten von drei Fensterachsen Breite und mit einem Sparrengiebel.
Das 1874 durch den Kötzschenbrodaer Baumeister August Große entworfene Wohnhaus durfte im März 1876 bezogen werden. Der Putzbau wird durch Gesimse sowie Eckquaderungen gegliedert, dazu kommen Stuckornamente und Sandsteingewände und Verdachungen. Der rundbogige Hauseingang befindet sich auf der Rückseite des Hauses.

## J. Paul Liebe, Dresden

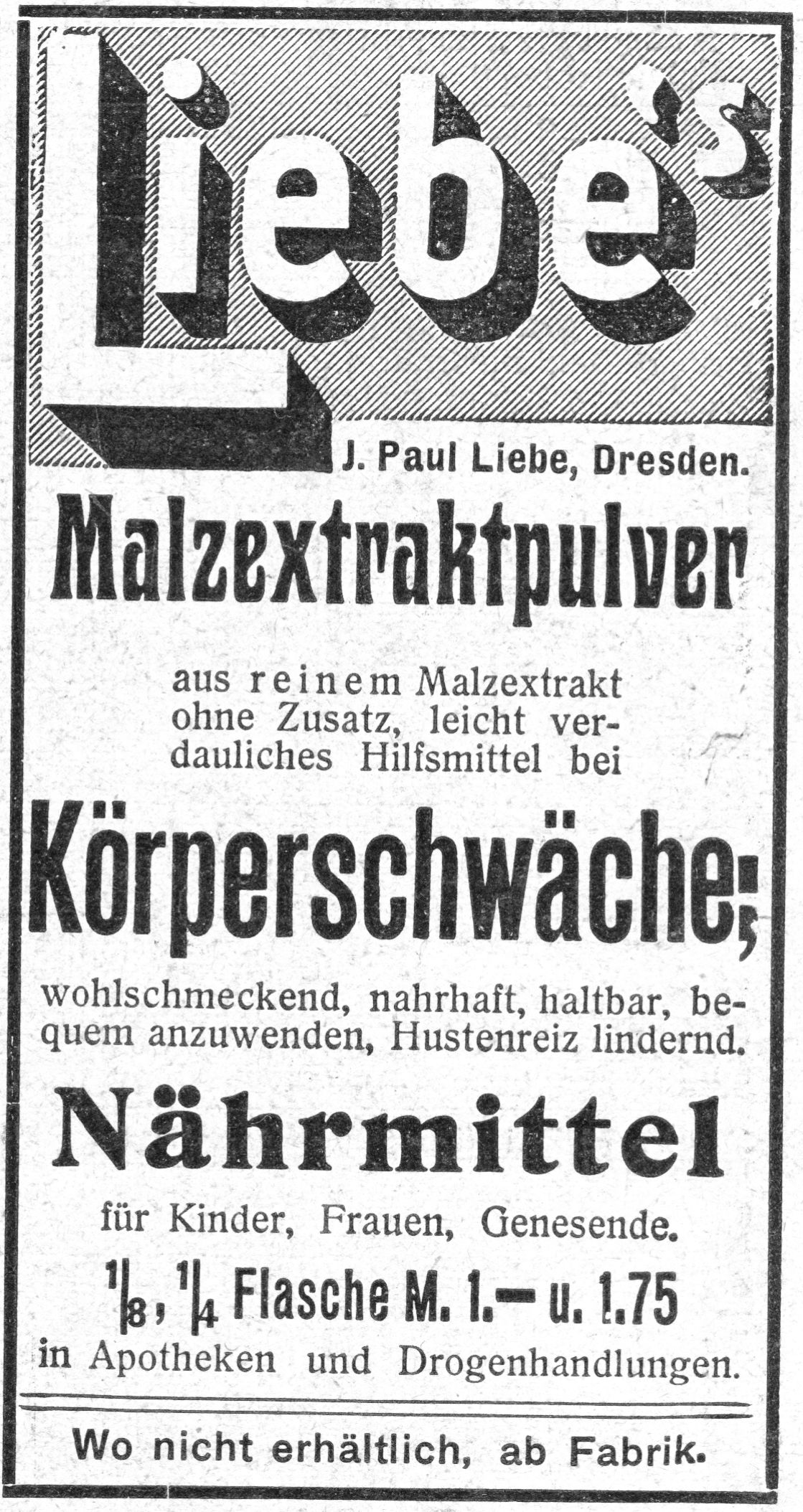
Anzeige aus dem Jahr 1904

Die Dresdner Firma J. Paul Liebe war im 19. bis in das 20. Jahrhundert ein bekanntes pharmazeutisches beziehungsweise homöopathisches Unternehmen, welches international handelte. So lieferte es Malzpräparate, die sich eines „weit verbreiteten Rufes erfreu[t]en“. Ein weiteres Präparat war Anämin, ein Eisenpepsinsaccharat mit einem Eisengehalt von 0,20 %, das früher wegen seiner verdauungsfördernden Wirkung bei Magenleiden, Blutarmut und Bleichsucht verordnet wurde. Liebes Enkel Rudolf gründete nach dem Zweiten Weltkrieg in Stuttgart ein pharmazeutisches Unternehmen, das mit der Zahnpasta Ajona bekannt wurde.
Liebe verkaufte 1892 das Grundstück Dr.-Rudolf-Friedrichs-Straße 17, auf dem dann die Villa Marie errichtet wurde.